# Jack Dorsey

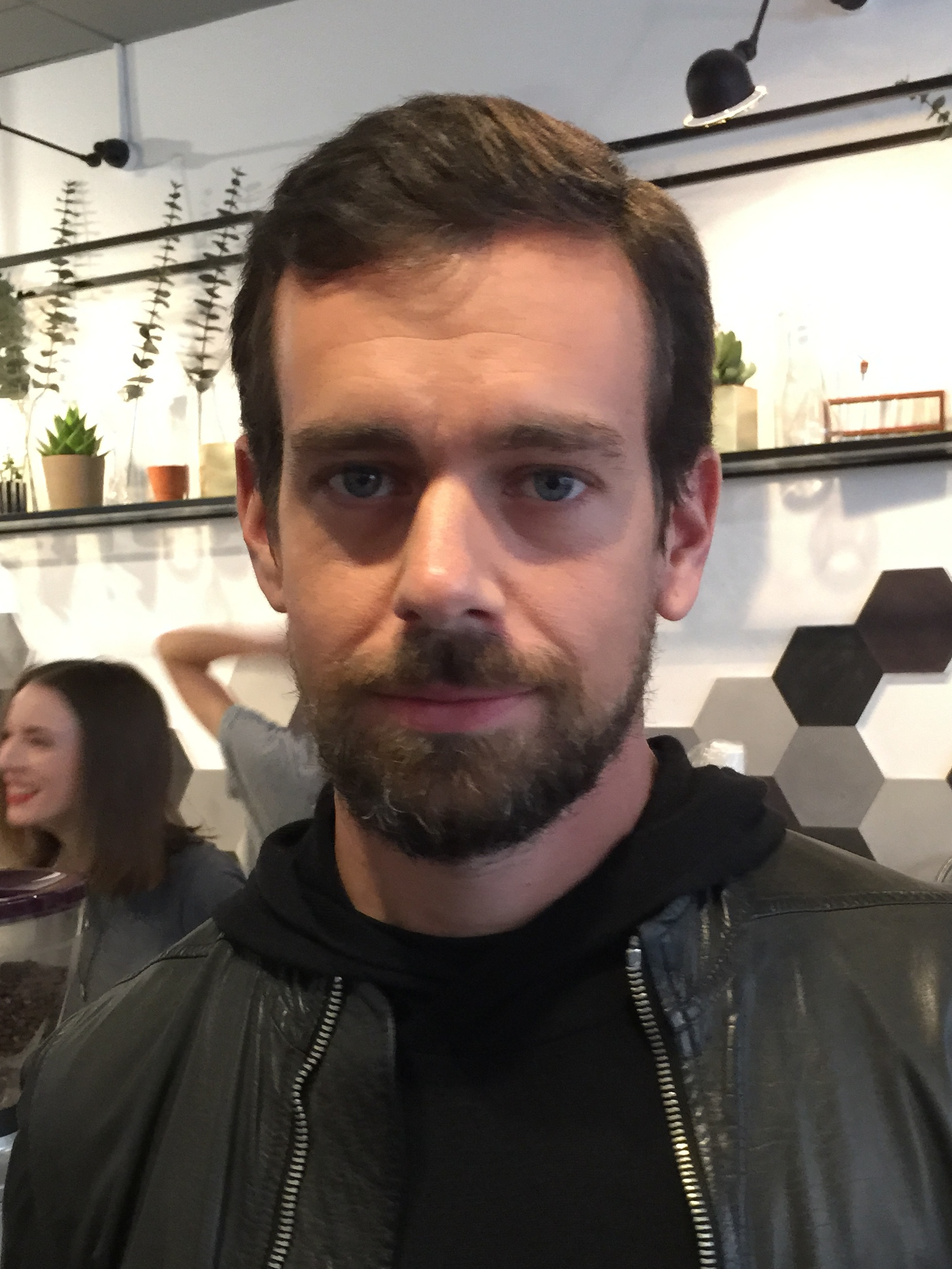
Jack Dorsey, 2014.

Jack Patrick Dorsey, född 19 november 1976 i St. Louis, Missouri, är en amerikansk mjukvaruutvecklare och affärsman. Han är framför allt känd som medgrundare till det sociala nätverket Twitter och av mobilbetalningsföretaget Square, Inc.
Jack Dorsey tvingades bort från posten som verkställande direktör i Twitter 2008, men kom tillbaka i juli 2015, efter att bolaget stagnerat under hans efterträdare.[källa behövs] Han avgick som VD den 29 november 2021.
Den amerikanska ekonomitidskriften Forbes rankade Dorsey till att vara världens 398:e rikaste med en förmögenhet på 6,8 miljarder amerikanska dollar för den 10 februari 2022.